# Warszawskie Zakłady Fotochemiczne „Foton”
Warszawskie Zakłady Fotochemiczne „Foton” (zapis stylizowany FOTON) – przedsiębiorstwo z siedzibą przy ul. Wolskiej 45 w Warszawie
Przedsiębiorstwo kontynuowało tradycje przedwojennych zakładów „Foton” Piotra Lebiedzińskiego oraz działu produkcji fotochemicznej „Foto” spółki „J. Franaszek S.A.”.

## Historia
Początki przemysłu fotochemicznego w Warszawie związane są z Piotrem Lebiedzińskim, który w roku 1888 rozpoczął produkcję materiałów światłoczułych. W roku 1936 przy ul. Wolskiej bracia Jerzy i Kazimierz Franaszkowie, właściciele Fabryki Obić Papierowych i Papierów Kolorowych „J. Franaszek S.A.” rozpoczęli budowę oddziału zajmującego się produkcją papierów fotograficznych i błon negatywowych.
Mimo wybuchu II wojny światowej produkcja utrzymana została i w czasie okupacji hitlerowskiej zakład nie przeszedł pod zarząd niemiecki. W zakładach powstawały papiery ze znakami wodnymi dla potrzeb ruchu oporu.
W 1943 r. zmarł Jerzy Franaszek, a 5 sierpnia 1944 podczas rzezi Woli oddziały SS zamordowały Kazimierza Franaszka z rodziną, pracowników i ludzi szukających schronienia na terenie fabryki. Zabudowania fabryki uległy zniszczeniu w czasie powstania warszawskiego, urządzenia do produkcji fotochemicznej zostały zdemontowane i wywiezione do Niemiec.
Po wojnie fabrykę „J. Franaszek S.A.” wstępnie odbudowano i upaństwowiono w 1949 roku, nadając jej nazwę Warszawskie Zakłady Fotochemiczne. Zakłady specjalizowały się w produkcji błon i odczynników fotograficznych, w tym głównie dla radiologii medycznej, pod własnym znakiem FOTON – specjalnością fabryki były halogenosrebrowe materiały światłoczułe na podłożu przeźroczystym (w odróżnieniu od bliźniaczych zakładów z Bydgoszczy, które produkowały na podłożu papierowym). WZF „Foton” produkowały również inne błony techniczne (dla zastosowań w poligrafii i kartografii) oraz filmy i błony czarno-białe do fotografii amatorskiej i zawodowej. W latach 60. fabryka pokrywała w 75% krajowe zapotrzebowanie na błony i filmy.
W 1969 r. podpisany został z angielską firmą Ilford Ltd kontrakt na zakup technologii i urządzeń do produkcji medycznych błon rentgenowskich do obróbki ręcznej i maszynowej w cyklu 3,5 min oraz wysokoczułych filmów i błon czarno-białych do fotografii amatorskiej i zawodowej. W oparciu o licencyjne know-how wybudowano nowoczesną linię produkcyjną, na którą składała się nowa instalacja wyrobu emulsji, nowy agregat oblewniczo-suszarniczy o szybkości oblewu do 30 mb/min (ponad czterokrotnie szybsza od poprzedniej) i zmodernizowany wydział konfekcjonowania.
Uruchomienie produkcji na nowej linii produkcyjnej nastąpiło w I kwartale 1979. Zdolność produkcyjna tej linii dwukrotnie przewyższała zapotrzebowanie krajowe na błony rentgenowskie, a WZF „Foton” były do roku 1990 praktycznie jedynym dostawcą medycznych błon rentgenowskich dla polskiej służby zdrowia. Po zmianach ustrojowych w Polsce w latach 90. fabryka ograniczyła produkcję, a po roku 2000 budynki fabryki zmieniły przeznaczenie.
W 2002 roku działalność handlową spółki WZF „Foton” SA przejęła spółka „Foton Trading” Sp. z o.o., z siedzibą przy ul. Wolskiej 84/86 w Warszawie. Budynki stały opustoszałe, ze starych zachował się modernistyczny budynek oddziału fotograficznego, który z powodu skażenia fenolem stał opustoszały. Budynek z lat 70. XX wieku użytkowała Wyższa Szkoła Ekonomiczna, która w 2016 roku zawiesiła działalność. Zdewastowany budynek prawdopodobnie w 2019 roku został sprzedany. W lutym 2016 roku zostały wyburzone pozostałe budynki, a na ich miejscu powstało nowe osiedle City Link. Podczas wykopów pod nowe budynki w 2016 roku okolica została skażona toksycznym benzenem.

## Mural
Na ścianie budynku przy ulicy Targowej 15 na warszawskiej Pradze od lat 70. XX wieku została namalowana reklama błon fotograficznych Warszawskiego Zakładu Fotochemicznego "Foton. W czerwcu 2019 roku został on zamalowany za zgodą warszawskiego konserwatora zabytków, pomimo sprzeciwu urzędu miasta. W wyniku starań między innymi Stowarzyszenia dla Pragi w 2020 roku mural został przywrócony. Nie udało się odzyskać oryginału, ale został namalowany od nowa z zachowaniem oryginalnej formy. 

## Galeria

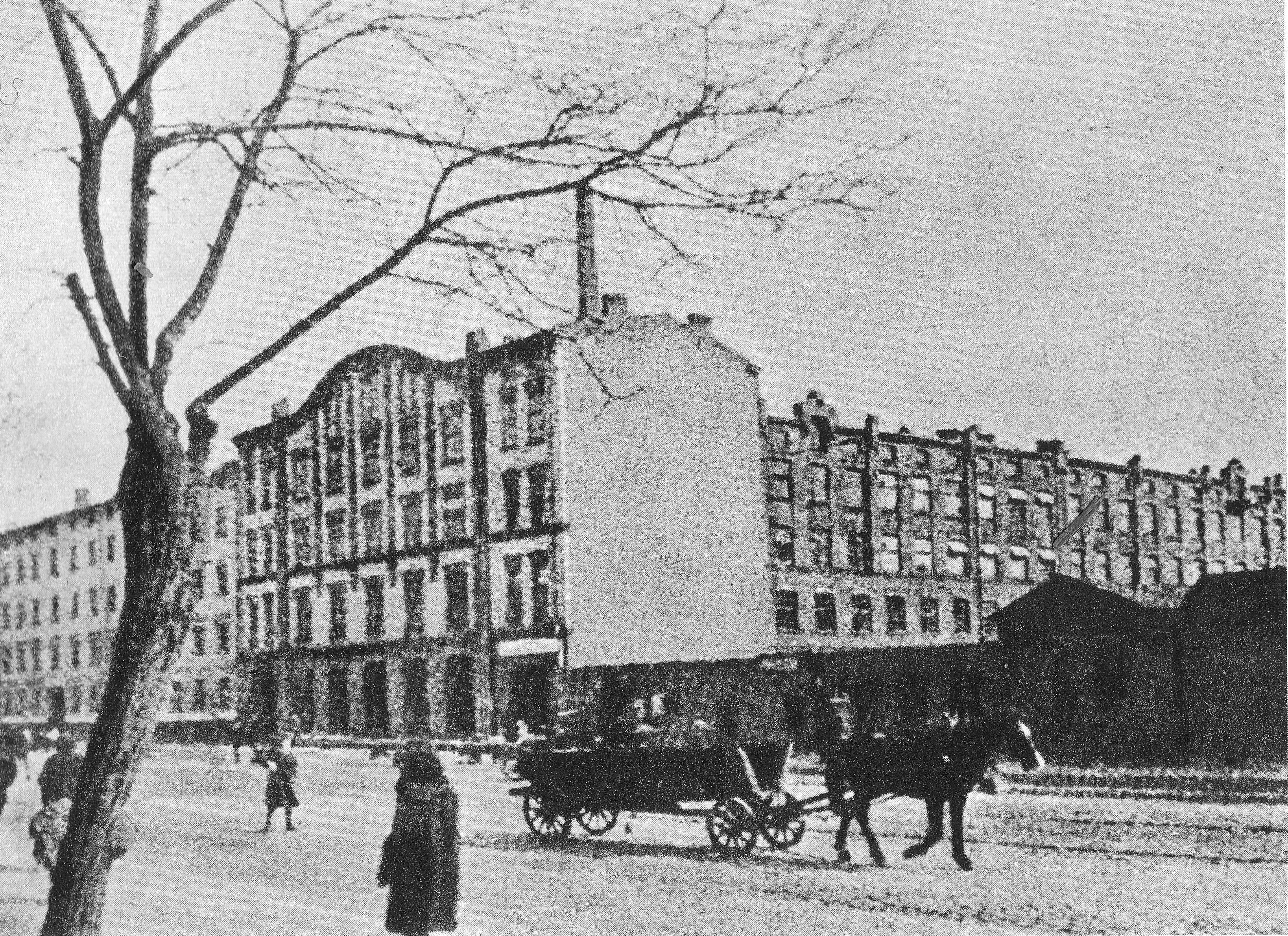
Fabryka Obić i Papierów Kolorowych Józefa Franaszka przy ul. Wolskiej 41/45 w okresie międzywojennym
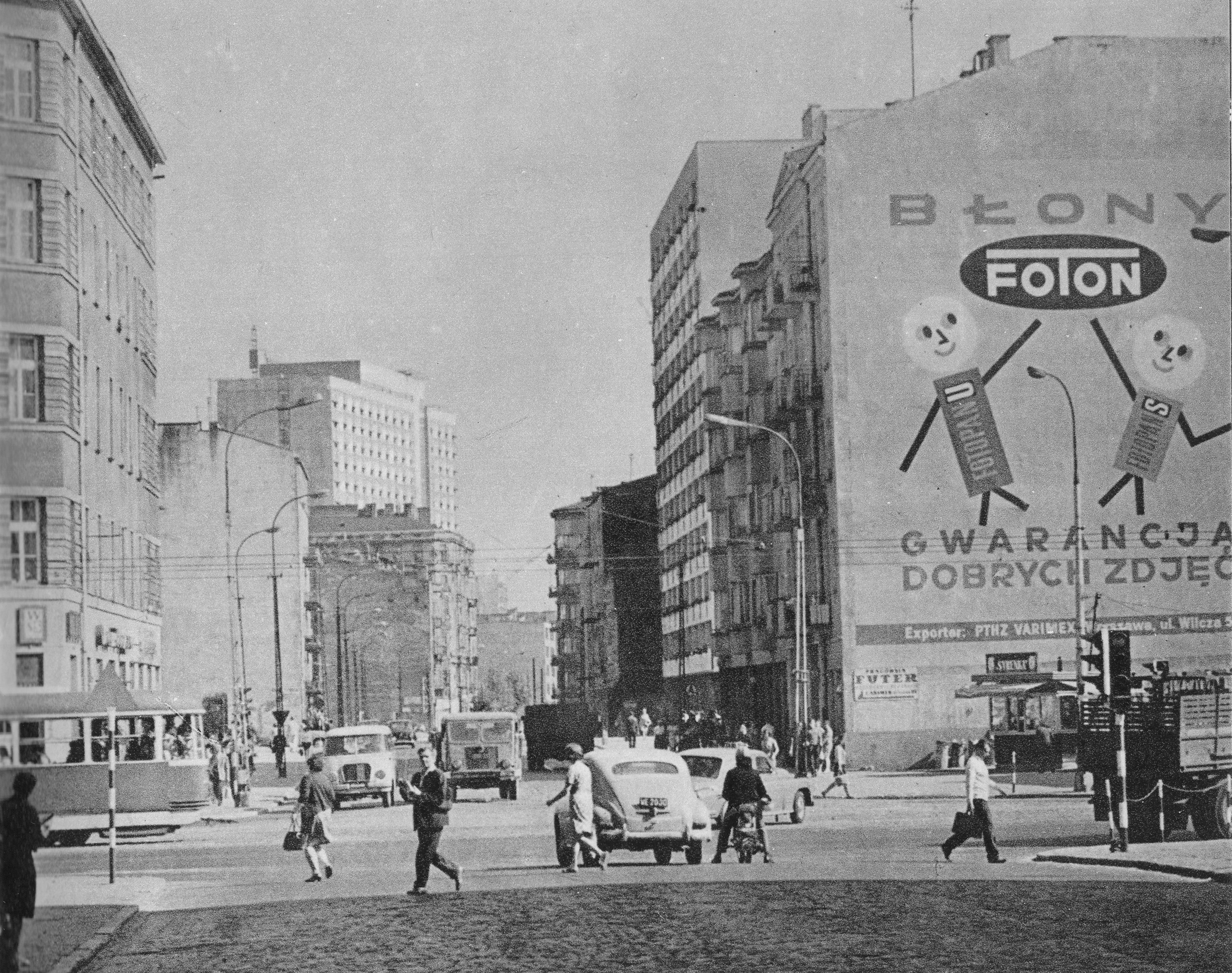
Reklama błon „Fotonu” na ul. Żelaznej przy skrzyżowaniu z al. gen. Świerczewskiego (obecnie al. „Solidarności”)
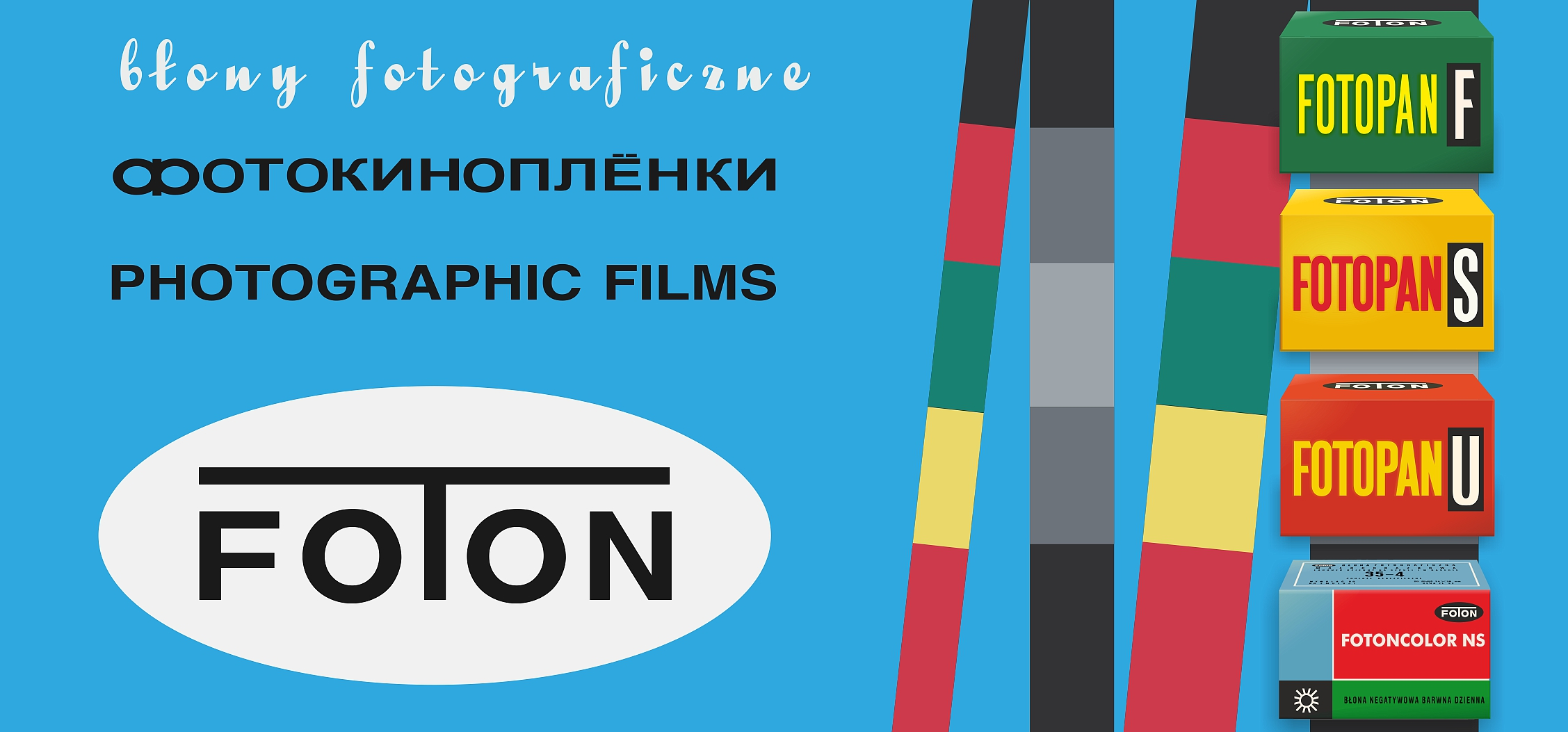
Reklama Warszawskich Zakładów Fotochemicznych FOTON
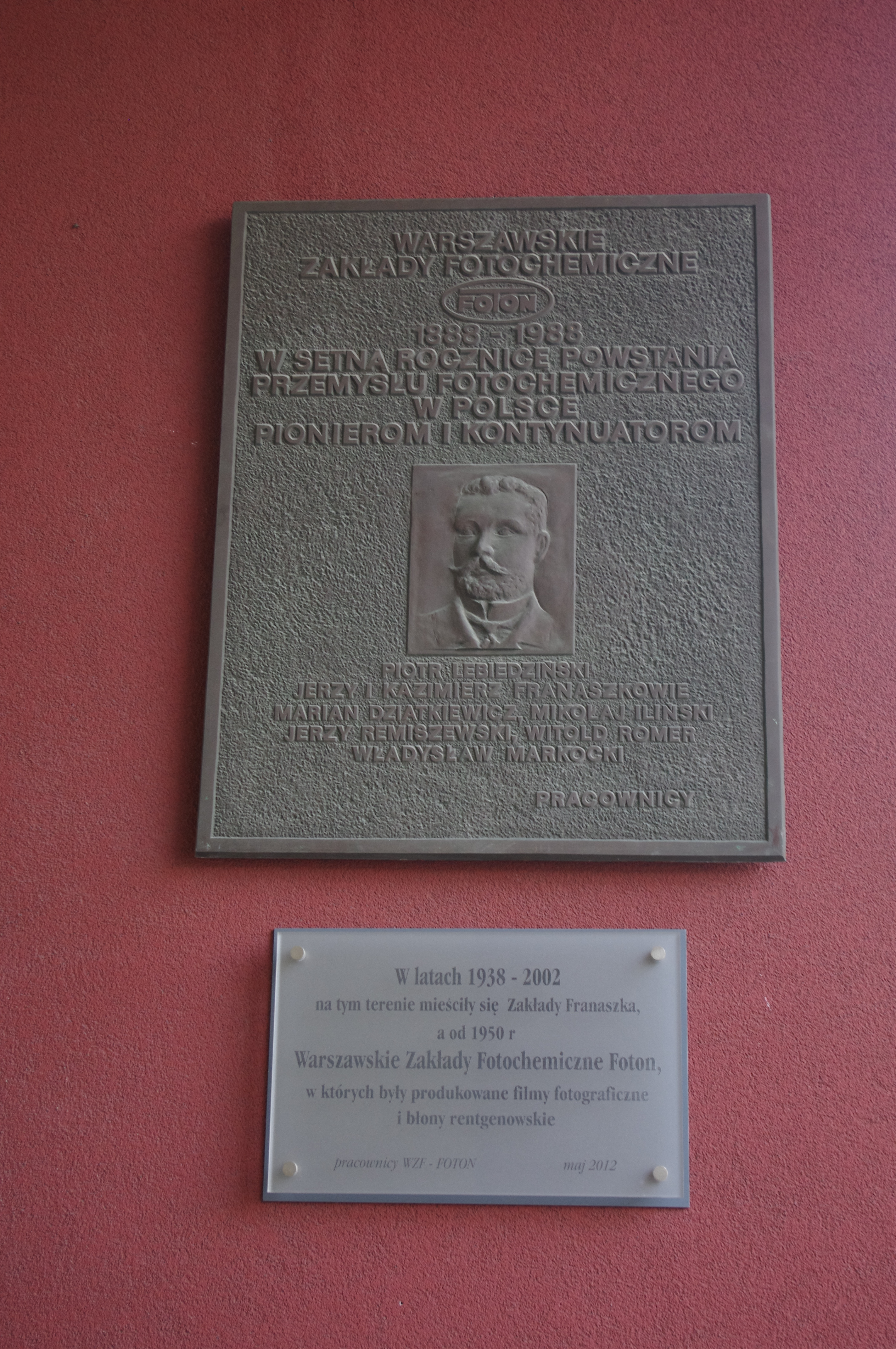
Tablice na budynku dawnego „Fotonu” przy ul. Wolskiej 45 upamiętniające pionierów polskiego przemysłu fotochemicznego oraz istnienie WZF „Foton”
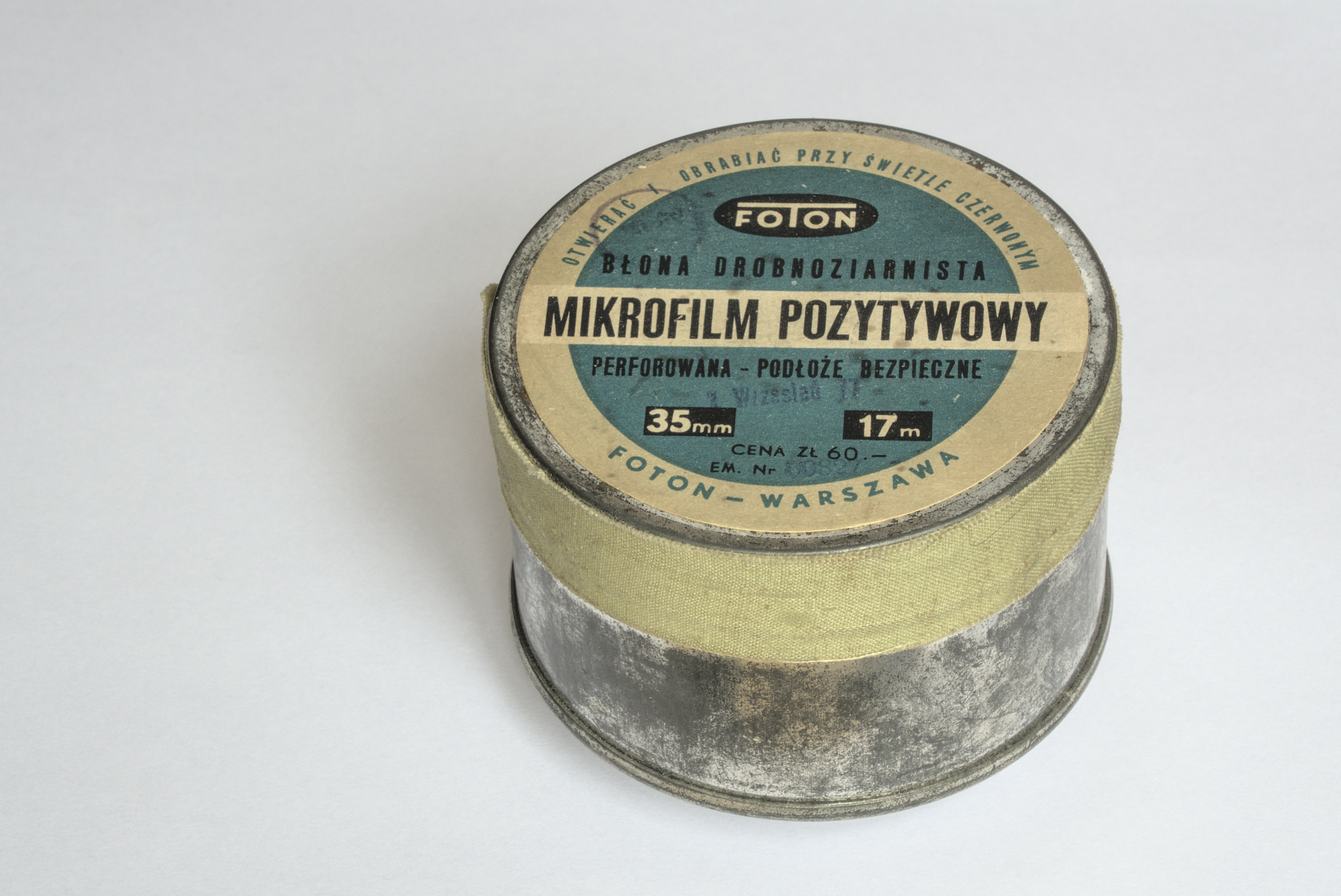
Błona fotograficzna produkcji „Fotonu”
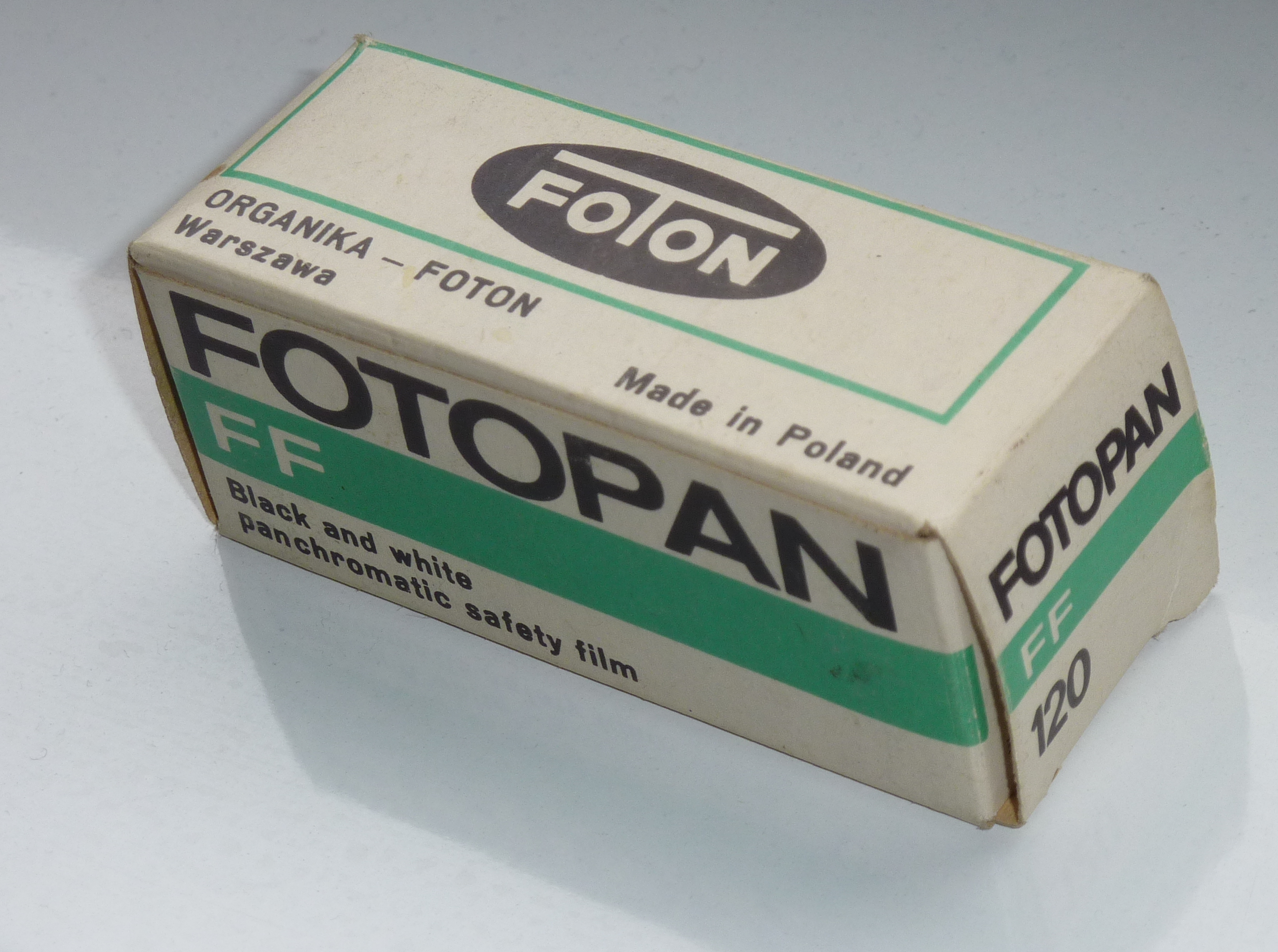
Pudełko z filmem Fotopan FF produkcji „Fotonu”
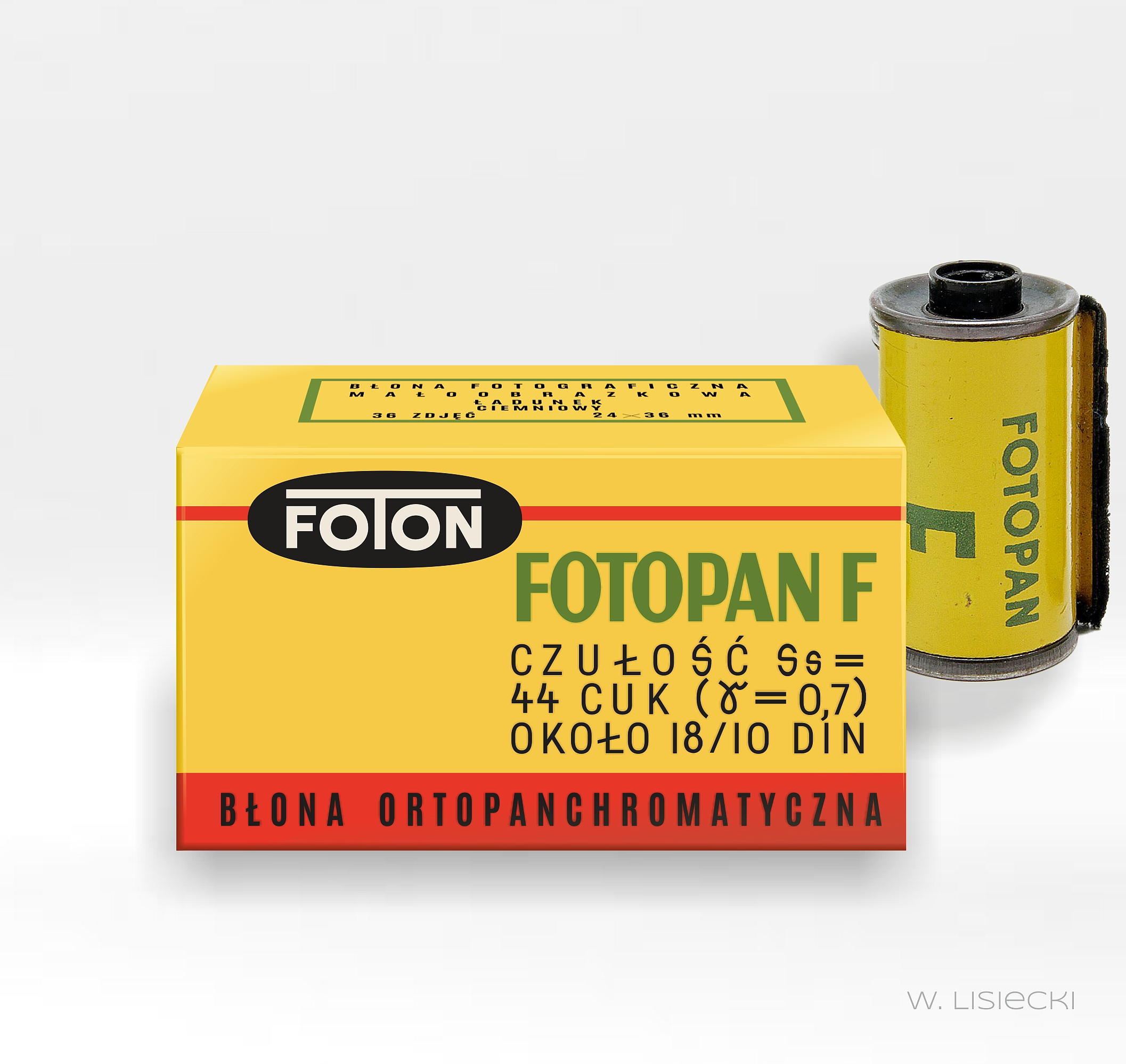
Pudełko z filmem produkcji „Fotonu”
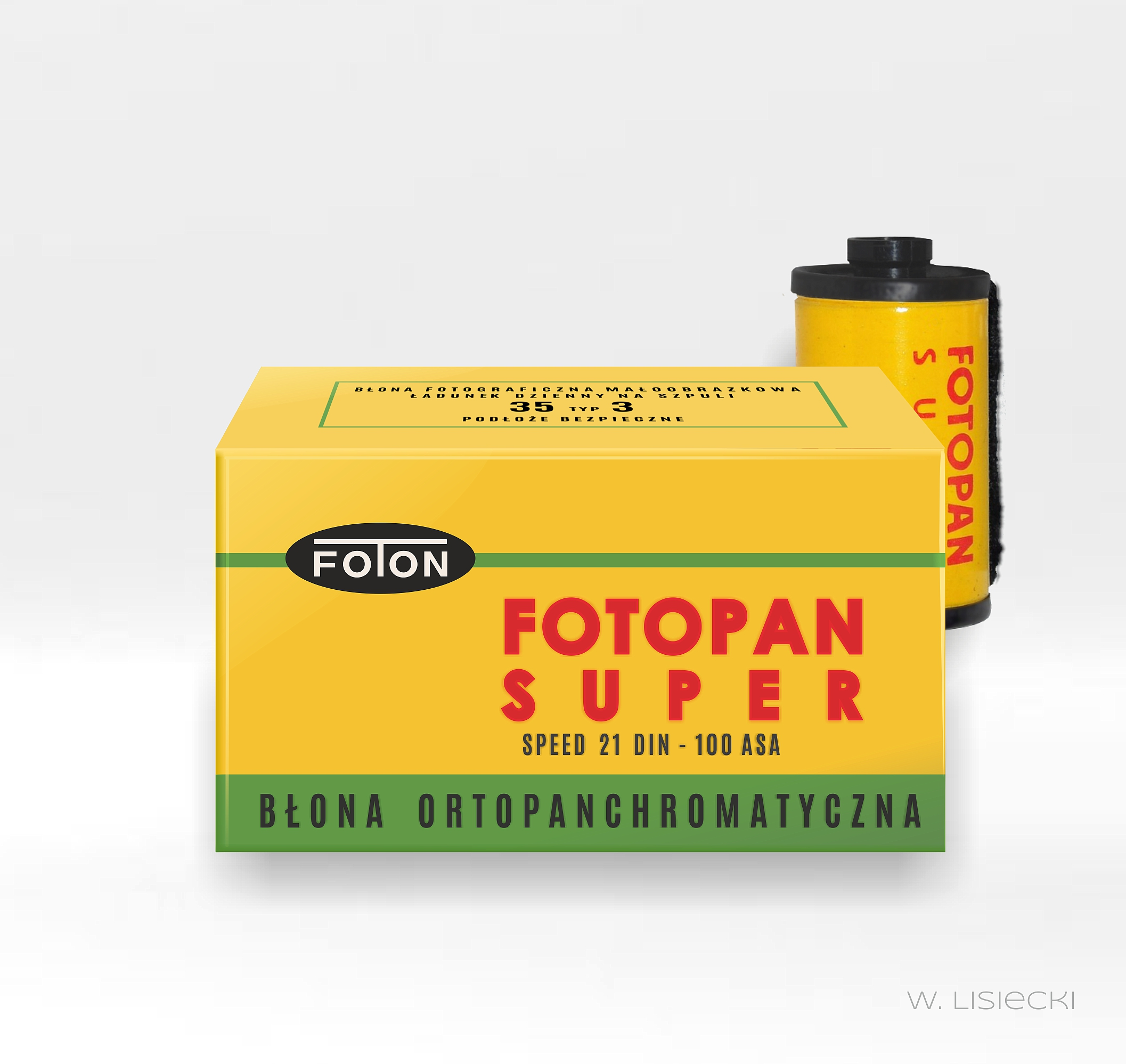
Pudełko z filmem produkcji „Fotonu”